# Daniel Gutiérrez
Daniel Ademir Gutiérrez Rojas (ur. 16 lutego 2003 w Arice) – chilijski piłkarz występujący na pozycji środkowego lub lewego obrońcy, od 2021 roku zawodnik Colo-Colo.